# Partito delle Regioni
Il Partito delle Regioni (in ucraino: Партія Регіонів, Partija Rehioniv, in russo: Партия Регионов, Partija Reghionov) è stato un partito politico ucraino.
Il suo precursore fu il Partito della Rinascita Regionale d'Ucraina (Партія регіонального відродження України) fondato nel 1997 da Viktor Janukovyč; nel 2000 tale formazione dette vita, insieme a vari soggetti politici, al Partito della Rinascita Regionale d'Ucraina «Solidarietà del Lavoro d'Ucraina» (Партія регіонального відродження України «Трудова солідарність України»), a sua volta ridenominato nel 2001.

## Storia
Il PR sosteneva l'azione politica di Leonid Kučma, Presidente della Repubblica tra il 1994 e il 2004. Alle elezioni politiche del 2002 PR si presentò nella coalizione Ucraina Unita, composta anche da: Partito Agrario d'Ucraina (PAU), Partito Popolare Democratico d'Ucraina (PPDU), Partito degli Industriali ed Imprenditori d'Ucraina (PIIU), Ucraina del Lavoro (LU). La coalizione raccolse, però, appena l'11,7% dei voti, venendo preceduto sia dalla coalizione Ucraina Nostra (NU, 23,5%), sia dal Partito Comunista dell'Ucraina (PCU, 19,9%). Del resto alle elezioni del 1998 il solo PPDU, guidato dall'allora primo ministro Valerij Pustovojtenko, raccolse il 5% dei voti. Ai voti di Ucraina Unita andavano, però, aggiunti anche quelli degli alleati del Partito Social Democratico d'Ucraina (Unito) (PSDU(U)), che raccolse il 6,3%.
Il PR si trovò così all'opposizione del governo guidato da Juščenko e sostenuto anche dal Partito Socialista d'Ucraina (PSU, 6,8%) e dal Blocco Julija Tymošenko (BYT, 7,2%). Le presidenziali del 2004, videro l'uscita di scena di Kučma, impossibilitato alla rielezione perché aveva già svolto due mandati. Vi fu lo scontro tra Janukovyč (PR) e Viktor Juščenko (NU). Il primo ottenne il 39,2% ed il secondo il 39,8%. Non avendo nessuno superato la soglia del 50% dei voti, fu necessario ricorrere al ballottaggio. Il 21 novembre si svolse il ballottaggio e Juščenko venne accreditato del 46,7% dei consensi, contro il 49,4% di Janukovyč (il resto schede bianche o nulle). Gli osservatori dell'OSCE affermarono che lo spoglio dei voti non si era svolto secondo i parametri internazionali. Ciò provocò le proteste dei sostenitori di Juščenko, che organizzarono la cosiddetta "Rivoluzione arancione" e ottennero dalla Corte Suprema la ripetizione del ballottaggio il 26 dicembre. Questa volta Juščenko ottenne il 51,9% dei voti e Janukovyč il 44,2%. Juščenko venne nominato presidente e lasciò il posto di primo ministro all'alleata Julija Tymošenko.
Alle elezioni politiche del 2006, non venne riproposta la coalizione Ucraina Unita ed il PR si presentò da solo, il PAU (poi Partito Popolare) prese parte al Blocco Popolare di Lytvyn, il PIIU aderì alla coalizione Ucraina Nostra. Il sistema elettorale era stato modificato. In precedenza metà dei seggi erano attribuiti con il maggioritario di collegio a turno unico, l'altra metà con il proporzionale. Il nuovo sistema elettorale era un sistema proporzionale, con sbarramento al 3% e circoscrizione unica nazionale. Il PR ottenne il 32,1% dei voti ed elesse 186 seggi su 450 (41,1%). La consistente avanzata del PR fu determinata dall'accesa campagna elettorale di Janukovyč, che accusò Juščenko di essere stato eletto Presidente con l'appoggio dell'"occidente", il cui unico scopo era sottrarre l'Ucraina dall'alleanza con la Russia. Il PR si pose in tal modo come l'unica alternativa al fronte filo-occidentale, tanto da raccogliere i consensi di buona parte dell'elettorato comunista. Il PCU, infatti, crollò dal 19,9% al 3,6%, perdendo consensi proprio nelle regioni meridionali ed orientali dove più avanzò il PR.
Ucraina Nostra, il Blocco Tymošenko, il PSU ottennero rispettivamente il 13,9%, il 22,2% ed il 5,6%, eleggendo in totale 243 deputati. La coalizione arancione poté, così, contare sulla maggioranza parlamentare. Juščenko confermò la fiducia alla Tymošenko, ma dopo appena tre mesi i socialisti uscirono dalla maggioranza e costrinsero, di fatto, Juščenko ad accettare la nomina di Janukovyč quale primo ministro, sostenuto dal PR e dai comunisti (PCU, 3,6%). Si diede, così, vita ad una sorta di coabitazione tra il Presidente filo-occidentale ed il Primo ministro filo-russo.
Alle politiche del 2007, PR incrementò i propri consensi al 34,4%, eleggendo 175 seggi e giungendo alla guida del governo con Mykola Azarov, sostenuto anche dal Partito Comunista d'Ucraina e dal Blocco di Lytvyn (centristi agrari).
Nel marzo 2012 Ucraina Forte, già Partito Laburista d'Ucraina e membro del Blocco di Lytvyn, entrò a far parte del Partito delle Regioni.
Per le elezioni del 2012 venne modificato il sistema elettorale: prima i seggi venivano assegnati con un sistema interamente proporzionale, poi metà seggi con il proporzionale e metà con il maggioritario uninominale. PR ottenne il 30% dei consensi (-4%), ma incrementò i propri seggi (186, +11). Gli alleati di PR ebbero risultati opposti: il PCU ottenne 5 seggi in più, con un incremento del 7,8%, il Partito Popolare conquistò solo 2 seggi, entrambi nella quota maggioritaria, con un calo di 18 deputati.

## Ideologia
Il PR fa parte del blocco filo-russo, ed è un partito di centro, legato al regionalismo.
Con il passar del tempo, vista la connotazione filo-occidentale e liberale del Blocco Julija Tymošenko e del Blocco Ucraina Nostra, ha assunto posizioni più "stataliste", al punto da accettare l'alleanza con il Partito Comunista d'Ucraina.

## Loghi

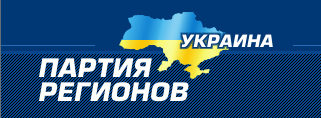
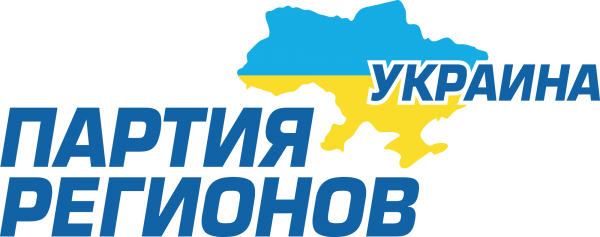
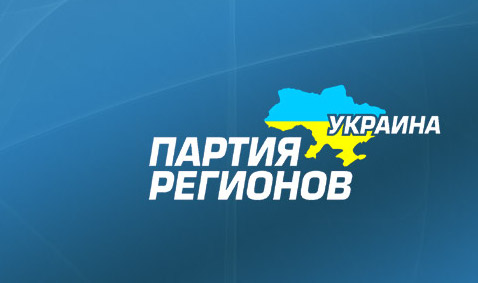
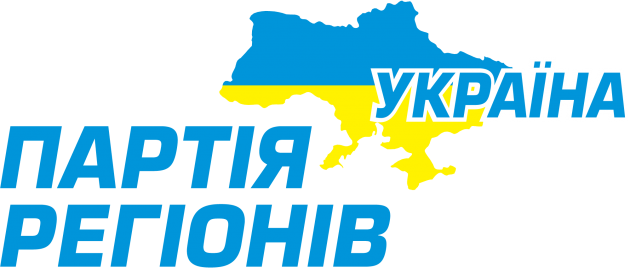

## Leadership
- Volodymyr Rybak (1997-2001)
- Mykola Azarov (2001)
- Volodymyr Semynoženko (2001-2003)
- Viktor Janukovyč (2003-2010)
- Mykola Azarov (2010-2014)

## Risultati elettorali
| Elezione          | Voti      | %     | Seggi     |
| ----------------- | --------- | ----- | --------- |
| Parlamentari 1998 | 241.262   | 0,91  | 2 / 450   |
| Parlamentari 2002 | 3.051.056 | 11,78 | 121 / 450 |
| Parlamentari 2006 | 8.148.745 | 32,14 | 186 / 450 |
| Parlamentari 2007 | 8.013.895 | 34,37 | 175 / 450 |
| Parlamentari 2012 | 6.116.746 | 30,00 | 187 / 450 |
| 1.                |           |       |           |